# 古川寛和
古川 寛和（ふるかわ ひろかず、1965年11月6日 - ）は、千葉県出身の元騎手・調教助手。

## 来歴
1986年3月1日の中山第2競走4歳未勝利・ハクテンバ（12頭中8着）で初騎乗を果たし、同15日の中山第2競走4歳未勝利でもホウヨウボーイ産駒の同馬に騎乗し2着に9馬身付け、枠連万馬券での初勝利を挙げる。12月20日・21日の中山では初の2日連続勝利を挙げ、1年目の同年は6勝をマーク。
3年目の1988年には初の2桁となる13勝をマークし、1989年には8月5日の新潟で1日2勝を挙げ、1991年まで4年連続2桁勝利を記録。
1990年には京成杯で1番人気のクロスキャストに騎乗して逃げたものの4着に終わったが、1991年11月17日の東京第7競走4歳以上500万下ではマルゼンスキー産駒でホウヨウボーイの半弟のゴルギアスで逃げ切った。
1992年には9月6日の新潟第6競走4歳未勝利で16頭中13番人気のクレストボーイに騎乗し、7番人気で逃げ切ったフジノアウトバーンの2着に粘って馬連万馬券を演出。11月8日の東京第3競走3歳新馬では翌年のオークス5着馬でシービークロス産駒グランドクロスで勝利し、2桁には届かなかったが8勝をマーク。
1993年には福島戦7勝、新潟戦5勝、小倉戦2勝とローカルのみの勝ち星で2年ぶりの2桁勝利となる14勝をマークしたが、1994年には初めて0勝に終わる。
1995年5月20日の東京第7競走4歳500万下・マイネルアイオロスで通算100勝を達成し、1996年には3年ぶり最後の2桁勝利で自己最多の19勝をマーク。
1999年には第1回新潟ジャンプステークス・リマインドシルクで6年ぶりの重賞騎乗を果たし、10着に終わったが、後に2年連続でJRA賞最優秀障害馬に選出されるゴーカイに先着した。9月12日の中山第7競走3歳新馬では15頭中12番人気のホワイトパワーで14番人気ワカセイウンのクビ差2着に入って枠連5万・馬連6万馬券の波乱を起こすが、5年ぶり2度目の1年0勝に終わる。
2001年にはNHKマイルカップ・スマッシュキング（18頭中11着）で自身唯一のGI騎乗を果たしたが、2002年には3年ぶり3度目の0勝に終わる。
最後の騎乗となった2004年2月28日の中山第5競走障害4歳以上未勝利・アルファダンジグを勝利で飾り、翌29日付で現役を引退。
引退後は加藤和宏厩舎の調教助手。

## 騎手成績
| 通算成績 | 1着 | 2着 | 3着 | 4着以下 | 出走回数 | 勝率 | 連対率 |
| -------- | --- | --- | --- | ------- | -------- | ---- | ------ |
| 平地     | 133 | 159 | 165 | 1660    | 2117     | .063 | .138   |
| 障害     | 4   | 3   | 7   | 124     | 138      | .029 | .051   |
| 計       | 137 | 162 | 172 | 1784    | 2255     | .061 | .133   |